# Viola grypoceras
Viola grypoceras A.Gray – gatunek roślin z rodziny fiołkowatych (Violaceae). Występuje naturalnie w Chinach (w prowincjach Anhui, Fujian, południowo-wschodnim Gansu, Guangdong, Henan, Hubei, Hunan, Jiangsu, Jiangxi, Junnan, Kuejczou, południowym Shaanxi, wschodnim Syczuanie i Zhejiang oraz regionie autonomicznym Kuangsi), na Tajwanie, Półwyspie Koreańskim, w Japonii, na Wyspach Kurylskich oraz Sachalinie. 

## Morfologia

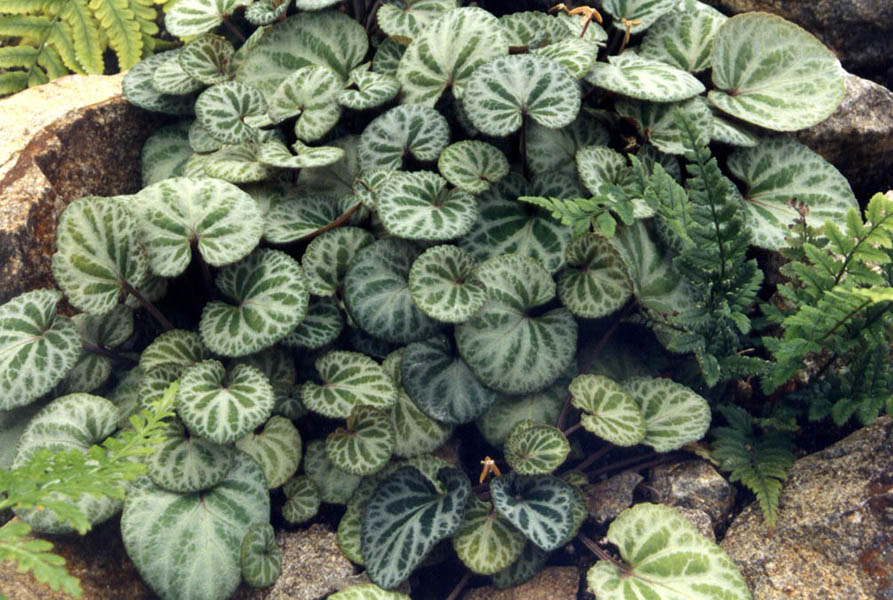
Liście

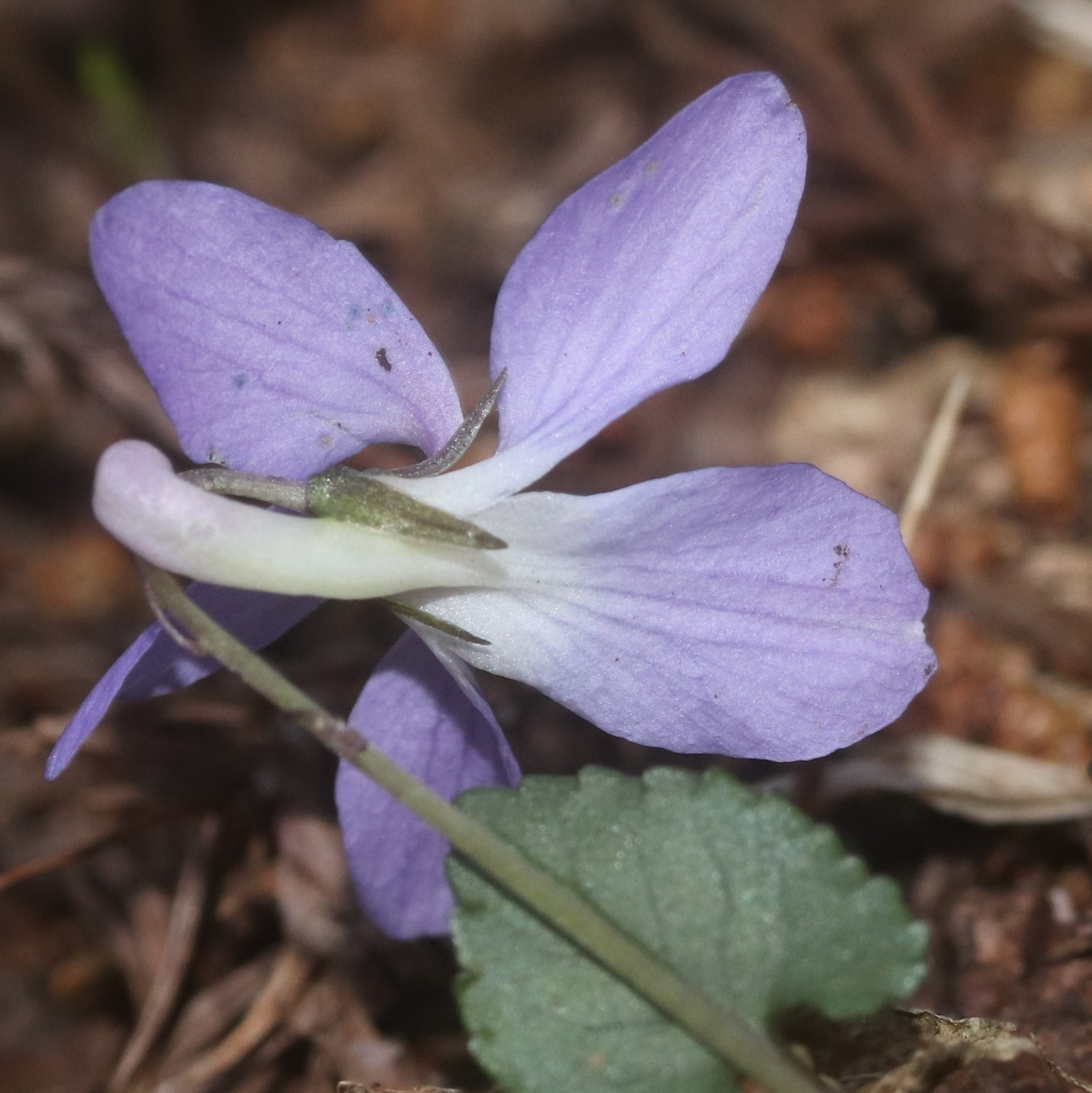
Kwiat

PokrójBylina dorastająca do 5–20 cm wysokości, tworzy kłącza.
LiścieBlaszka liściowa ma sercowaty lub owalnie trójkątny kształt. Mierzy 1–4 cm długości oraz 1–3,5 cm szerokości, jest karbowana na brzegu, ma sercowatą nasadę i wierzchołek od spiczastego do tępego. Ogonek liściowy jest owłosiony i ma 2–8 cm długości. Przylistki są lancetowate i osiągają 10–15 mm długości.
KwiatyPojedyncze, wyrastające z kątów pędów. Mają działki kielicha o lancetowatym kształcie i dorastające do 7 mm długości. Płatki są odwrotnie jajowato podługowate i mają purpurową barwę, dolny płatek jest odwrotnie jajowaty, mierzy 15-20 mm długości, posiada obłą ostrogę o długości 6-8 mm.
OwoceTorebki mierzące 10 mm długości, o elipsoidalnym kształcie.

## Biologia i ekologia
Rośnie w lasach. 

## Zmienność
W obrębie tego gatunku wyróżniono jedną odmianę:
- V. grypoceras var. ripensis N.Yamada & Okamoto – występuje w Japonii (na wyspach Honsiu i Sikoku)[5]